# سونبي
سونبي هو اسم يطلق على العلماء الفاضلين خلال حقبة غوريو وجوسون في كوريا الذين خدموا الشعب دون منصب حكومي، حيث اختاروا الزهد عن مواقع الثروة والسلطة ليعيشوا حياة الدراسة والنزاهة. واضطر أولئك الذين اختاروا خدمة الحكومة لمساعدة الملك في حكم الأمة بشكل صحيح، وبمجرد أن خرجوا من مناصبهم عاشوا حياة هادئة في الريف، يدرسون ويقودون الناس في الاتجاه الصحيح.